# Silly Symphonies

Poster de Silly Symphony de 1935

Silly Symphony também chamado de Silly Symphonies, é o título de uma série de 75 desenhos animados produzidos pela Walt Disney Productions entre 1929 e 1939. Diverso da série do Mickey Mouse, que lhe foi contemporânea, os personagens das Silly Symphonies não tinham usualmente uma continuidade (as exceções foram Three Little Pigs, The Tortoise and the Hare e Three Orphan Kittens que tiveram sequências). O Pato Donald teve sua estreia em um desenho da Silly Symphonies -  The Wise Little Hen, de 1934. A série é notável por sua inovação com Technicolor e a câmera de cinema multiplano. Silly Symphony ganhou o Oscar de melhor curta-metragem de animação sete vezes, incluindo os primeiros seis anos em que o prêmio foi entregue.
A série também gerou uma franquia de mídia da Disney que contou com o jornal cômico Silly Symphony, uma série de quadrinhos bem como vários livros infantis, muitos dos quais foram baseados em desenhos animados de Silly Symphonies.

## Produção
Dentro da indústria de animação, a série Silly Symphonies é mais conhecida por ter sido usada por Walt Disney, como uma plataforma para a experimentação de processos, técnicas, personagens e histórias a fim de promover a arte da animação. Ela também forneceu um local para experimentar técnicas e tecnologias que seriam cruciais para os planos da Disney de começar a fazer filmes de longa-metragem de animação. Entre as inovações desenvolvidas e/ou melhorados na série são a produção de filmes em Technicolor, animação  verdadeira e crível de personagens, animação de efeitos especiais, e narrativa dramática em animação.
Pouco tempo após a mudança para cores, a série se tornou ainda mais popular. Walt Disney tinha visto alguns dos testes de Herbert Kalmus para um novo processo em Technicolor de três tiras, que substituiria o processo anterior em duas tiras de Technicolor. A Disney assinou um contrato com Technicolor que deu ao estúdio direitos exclusivos para o novo processo de três tiras até o final de 1935, e teve uma symphony 60% completa em preto e branco, Flores e Árvores, desfeita e refeita em cores. Flores e Árvores foi um sucesso fenomenal, e dentro de um ano, a série Silly Symphonies agora em Technicolor. tinha popularidade e sucesso que combinava (e depois superou) os dos desenhos animados de Mickey Mouse. O contrato da Disney com a Technicolor viria a ser estendido para mais cinco anos. Os curtas começaram a amadurecer também, e o sucesso de Silly Symphonies seria tremendamente impulsionado após Os Três Porquinhos, que foi lançado em 1933 e tornou-se uma sensação de bilheteria; o filme ficou em cartaz durante vários meses e também contou com a canção que se tornou o hino da Grande Depressão, "Quem tem medo do Lobo Mau". Vários curtas de Silly Symphonies, incluindo Os Três Porquinhos (1933),  O Gafanhoto e as Formigas (1934), A Tartaruga e a Lebre (1935), The Country Cousin (1936), O Velho Moinho (1937), Wynken, Blynken and Nod (1938), e  O Patinho Feio (1939, com uma versão anterior em preto-e-branco de 1931), estão entre os filmes mais notáveis produzidos por Walt Disney. Devido a problemas relacionados com asproduções regulares da Disney, um acordo foi feito com Harman e Ising para produzir três Silly Symphonies: Merbabies, Pipe Dreams, e The Little Bantamweight. Apenas um desses desenhos animados, Merbabies, acabou sendo comprado pela Disney, os dois restantes Silly Symphonies foram vendidos para a MGM, que os lançou como desenhos animados da Happy Harmonies. A Disney cessou a produção de Silly Symphonies em 1939. 

## Distribuição
A série foi distribuída pela primeira vez por Pat Powers entre 1929-1930, e lançada pela Celebrity Productions (1929-1930), na verdade, indiretamente através da Columbia Pictures. A base original dos desenhos animados era o musical, que era novidade, e as partituras das primeiras caricaturas foram compostas por Carl Stalling.

### Columbia Pictures
Depois de ver "The Skeleton Dance", a gestão da Columbia Pictures rapidamente tornou-se interessada em distribuir diretamente da série, e ganhou a oportunidade perfeita para adquirir Silly Symphonies depois que a Disney rompeu com a Celebrity Productions, após Powers ter feito o colega de Disney, Ub Iwerks,  assinar um contrato. A Columbia Pictures (1930-1932) concordou em pegar a distribuição direta da série Mickey Mouse com a condição de que eles teriam direitos exclusivos de distribuição da série Silly Symphonies; em primeiro lugar, Silly Symphonies não podia nem chegar perto da popularidade que Mickey Mouse tinha. Os cartazes para os curtas divulgados pela Celebrity Productions e Columbia Pictures, foram todos redesenhados após Walt Disney ter parado de distribuir seus cartuns por eles. Enquanto isso, houve uma competição da Disney com o desenho animado de Max Fleischer, Betty Boop, que começou a ganhar cada vez mais popularidade depois de estrelar o desenho animado Minnie o Moocher. Em agosto de 1932, Betty Boop se tornou tão popular, que a série Talkartoon foi rebatizada com o seu nome.

### United Artists
Em 1932, depois de romper com a Columbia Pictures, a Disney começou a distribuir os seus curtas através da United Artists. A UA se recusou a distribuir as Silly Symphonies a menos que a Disney a associou com Mickey Mouse de alguma forma, o que resultou no "Mickey Mouse apresenta uma Silly Symphony", nos títulos dos cartazes que introduziram e promoveram a série durante seus cinco anos com a UA.

### Home media
Várias Silly Symphony foram liberadas em vídeos caseiros. O original VHS de Dumbo incluía Father Noah's Ark, The Practical Pig e Three Orphan Kittens como bônus para compensar o comprimento curto do filme. No Reino Unido, várias Symphonies foram lançadas em compilações, sob a marca da Walt Disney Home Video, "Storybook Favourites". Os três volumes lançados incluíram, entre outros, Three Little Pigs, The Tortoise and the Hare e o remake de The Ugly Duckling. A maioria dos filmes da Disney também incluem Symphonies como bônus em vídeos caseiros.
Em 03 de dezembro de 2001 - dois dias antes do 100º aniversário do nascimento de Walt Disney -, Disney lançou "Silly Symphonies" como parte de sua série de DVD "Walt Disney Treasures". Em 19 de dezembro de 2006, "More Silly Symphonies" foi lançada, completando a coleção e permitindo que os desenhos animados estejam completamente disponíveis para o público.

## Lista de filmes
| #  | Titulo                       | Data de lançamento      | Diretor                        | Notas |
| -- | ---------------------------- | ----------------------- | ------------------------------ | --- |
| 1  | The Skeleton Dance           | 22 de Agosto de 1929    | Walt Disney                    | Cenas deste curta têm sido destaque em produções da Disney e de outras produtoras. |
| 2  | El Terrible Toreador         | 7 de Setembro de 1929   | Walt Disney                    | |
| 3  | Springtime                   | 24 de Outubro de 1929   | Ub Iwerks                      | Visto em 101 Dálmatas. |
| 4  | Hell's Bells                 | 30 de Outubro de 1929   | Ub Iwerks                      | Inclui o Diabo, a Morte, Cérbero, e vários demônios sem nome. |
| 5  | The Merry Dwarfs             | 16 de Dezembro de 1929  | Walt Disney                    | |
| 6  | Summer                       | 6 de Janeiro de 1930    | Ub Iwerks                      | |
| 7  | Autumn                       | 13 de Fevereiro de 1930 | Ub Iwerks                      | |
| 8  | Cannibal Capers              | 13 de Março de 1930     | Burt Gillett                   | |
| 9  | Frolicking Fish              | 8 de maio de 1930       | Burt Gillett                   | Introduziu movimentos contínuos ou "ação de sobreposição" em animação, em vez do velho movimentos stop-and-go.                                                                           |
| 10 | Arctic Antics                | 5 de Junho de 1930      | Ub Iwerks                      | |
| 11 | Midnight in a Toy Shop       | 3 de Julho de 1930      | Wilfred Jackson                | |
| 12 | Night                        | 31 de Julho de 1930     | Walt Disney                    | |
| 13 | Monkey Melodies              | 10 de Agosto de 1930    | Burt Gillett                   | |
| 14 | Winter                       | 5 de Novembro de 1930   | Burt Gillett                   | |
| 15 | Playful Pan                  | 28 de Dezembro de 1930  | Burt Gillett                   | Com a participação de Pã. |
| 16 | Birds of a Feather           | 10 de Fevereiro de 1931 | Burt Gillett                   | |
| 17 | Mother Goose Melodies        | 17 de Abril de 1931     | Burt Gillett                   | Apresenta personagens como Humpty Dumpty. |
| 18 | The China Plate              | 25 de Maio de 1931      | Wilfred Jackson                | |
| 19 | The Busy Beavers             | 22 de Junho de 1931     | Burt Gillett                   | |
| 20 | The Cat's Out                | 28 de Julho de 1931     | Wilfred Jackson                | |
| 21 | Egyptian Melodies            | 21 de Agosto de 1931    | Wilfred Jackson                | |
| 22 | The Clock Store              | 30 de Setembro de 1931  | Wilfred Jackson                | |
| 23 | The Spider and the Fly       | 16 de Outubro de 1931   | Wilfred Jackson                | |
| 24 | The Fox Hunt                 | 18 de Novembro de 1931  | Wilfred Jackson                | Refeito em 1938 como um filme de Donald e Pateta. |
| 25 | The Ugly Duckling            | 16 de Dezembro de 1931  | Wilfred Jackson                | Baseado na história de Hans Christian Andersen; refeito em 1939. |
| 26 | The Bird Store               | 16 de Janeiro de 1932   | Wilfred Jackson                | |
| 27 | The Bears and the Bees       | 12 de Março de 1932     | Wilfred Jackson                | |
| 28 | Just Dogs                    | 16 de Abril de 1932     | Burt Gillett                   | Apresenta o primeiro papel de Pluto, (Mickey Mouse não aparece). |
| 29 | Flowers and Trees            | 30 de Julho de 1932     | Burt Gillett                   | Primeira animação em Technicolor; venceu o primeiro Oscar de melhor curta-metragem de animação.                                                                                          |
| 30 | King Neptune                 | 17 de Setembro de 1932  | Burton Gillett                 | Com a participação de Netuno, o Rei dos Oceanos. |
| 31 | Bugs in Love                 | 01 de Outubro de 1932   | Burt Gillett                   | Último filme em preto e branco da série Silly Symphonies. |
| 32 | Babes in the Woods           | 19 de Novembro de 1932  | Burt Gillett                   | Participação de João e Maria. |
| 33 | Santa's Workshop             | 3 de Setembro de 1932   | Wilfred Jackson                | Participação de Papai Noel. |
| 34 | Birds in the Spring          | 11 de Março de 1933     | David Hand                     | |
| 35 | Father Noah's Ark            | 8 de Abril de 1933      | Wilfred Jackson                | Com a participação de Noé, e sua família . A adaptações das 12 Contredanses, de Beethoven. O curta faz várias referências a Marchas de Pompa e Circunstância, segmento de Fantasia 2000. |
| 36 | Three Little Pigs            | 27 de Maio de 1933      | Burt Gillett                   | Com três porquinhos e Lobo Mau; venceu o Oscar de melhor curta-metragem de animação. |
| 37 | Old King Cole                | 29 de Julho de 1933     | David Hand                     | |
| 38 | The Pied Piper               | 16 de Setembro de 1933  | Wilfred Jackson                | Adaptação de O Flautista de Hamelin. |
| 39 | Lullaby Land                 | 11 de Novembro de 1933  | Wilfred Jackson                | Com a participação de João Pestana. |
| 40 | The Night Before Christmas   | 02 de Dezembro de 1933  | Wilfred Jackson                | Com a participação de Papai Noel. |
| 41 | The China Shop               | 13 de Janeiro de 1934   | Wilfred Jackson                | |
| 42 | The Grasshopper and the Ants | 17 de Fevereiro de 1934 | Wilfred Jackson                | Baseado na fábula de Esopo. |
| 43 | Funny Little Bunnies         | 10 de Março de 1934     | Wilfred Jackson                | |
| 44 | The Big Bad Wolf             | 14 de Abril de 1934     | Burt Gillett                   | |
| 45 | The Wise Little Hen          | 19 de Maio de 1934      | Wilfred Jackson                | Primeira aparição do Pato Donald. |
| 46 | The Flying Mouse             | 14 de Julho de 1934     | David Hand                     | |
| 47 | Peculiar Penguins            | 20 de Outubro de 1934   | Wilfred Jackson                | |
| 48 | The Goddess of Spring        | 08 de Dezembro de 1934  | Wilfred Jackson                | Com a participação de Perséfone e Hades, que aparece como o Diabo. Primeira animação da Disney com personagens humanos realistas.                                                        |
| 49 | The Tortoise and the Hare    | 19 de Janeiro de 1935   | Wilfred Jackson                | Participação de Max Lebre e Toby Tartaruga; venceu o Oscar de melhor curta-metragem de animação.                                                                                         |
| 50 | The Golden Touch             | 16 de Fevereiro de 1935 | Walt Disney                    | Com a participação de Midas. |
| 51 | The Robber Kitten            | 13 de Abril de 1935     | David Hand                     | |
| 52 | Water Babies                 | 11 de Maio de 1935      | Wilfred Jackson                | |
| 53 | The Cookie Carnival          | 15 de Junho de 1935     | Ben Sharpsteen                 | |
| 54 | Who Killed Cock Robin?       | July 6, 1935            | David Hand                     | Inclui caricaturas de Mae West, Bing Crosby, Harpo Marx e Steppin Fetchit. |
| 55 | Music Land                   | 14 de Setembro de 1935  | Wilfred Jackson                | |
| 56 | Three Orphan Kittens         | 19 de Outubro de 1935   | David Hand                     | Venceu o Oscar de melhor curta-metragem de animação. |
| 57 | Cock 'o the Walk             | 09 de Novembro de 1935  | Ben Sharpsteen                 | |
| 58 | Broken Toys                  | 14 de Dezembro de 1935  | Ben Sharpsteen                 | Alguns brinquedos são caricaturas de estrelas de Hollywood. |
| 59 | Elmer Elephant               | 18 de Janeiro de 1936   | Wilfred Jackson                | |
| 60 | Three Little Wolves          | 14 de Março de 1936     | David Hand                     | Apresenta os personagens-título, juntamente com seu pai, o Lobo Mau, e seus rivais, os Três Porquinhos.                                                                                  |
| 61 | Toby Tortoise Returns        | 18 de Abril de 1936     | Wilfred Jackson                | Sequência de The Tortoise and the Hare; com participação especial do elefante Elmer e uma paródia de Harpo Marx.                                                                         |
| 62 | Three Blind Mouseketeers     | 20 de Junho de 1936     | David Hand                     | |
| 63 | The Country Cousin           | 15 de Agosto de 1936    | David Hand                     | Venceu o Oscar de melhor curta-metragem de animação. |
| 64 | Mother Pluto                 | 10 de Outubro de 1936   | David Hand                     | Com a participação da mãe de Pluto. |
| 65 | More Kittens                 | 07 de Novembro de 1936  | David Hand, Wilfred Jackson    | |
| 66 | Woodland Café                | 17 de Janeiro de 1937   | Wilfred Jackson                | Primeira sequencia animada de Ward Kimball. |
| 67 | Little Hiawatha              | 21 de Fevereiro de 1937 | David Hand                     | O último filme da série Silly Symphonies distribuído pela United Artists. |
| 68 | The Old Mill                 | 22 de Outubro de 1937   | Wilfred Jackson                | Primeiro uso da camera multiplano e o primeiro filme da série Silly Symphonies distribuído pela RKO Radio Pictures. Venceu o Oscar de melhor curta-metragem de animação.                 |
| 69 | Moth and the Flame           | 01 de Abril de 1939     | Burt Gillett                   | |
| 70 | Wynken, Blynken and Nod      | 27 de Maio de 1938      | Graham Heid                    | |
| 71 | Farmyard Symphony            | 14 de Outubro de 1938   | Jack Cutting                   | |
| 72 | Merbabies                    | 08 de Dezembro de 1938  | Rudolf Ising, Vernon Stallings | |
| 73 | Mother Goose Goes Hollywood  | 23 de Dezembro de 1938  | Wilfred Jackson                | Último filme com a inscrição Silly Symphony no título; apresenta várias caricaturas de estrelas de cinema de Hollywood e uma participação especial do Pato Donald.                       |
| 74 | The Practical Pig            | 24 de Fevereiro de 1939 | Dick Rickard                   | Com os Três Porquinhos, o Lobo Mau e os Três Pequenos Lobos; lançado como um curta dos Três Porquinhos.                                                                                  |
| 75 | The Ugly Duckling            | 07 de Abril de 1939     | Jack Cutting                   | Remake do filme de 1931, único Silly Symphony a ser refeito; venceu o Oscar de melhor curta-metragem de animação.                                                                        |

## Recepção
Experiências da Disney foram amplamente elogiadas dentro da indústria cinematográfica, e a Silly Symphonies ganhou o Oscar de melhor curta-metragem de animação sete vezes, se mantendo seis anos seguidos vencendo o prêmio, a partir de sua vitória pela primeira vez. Este recorde foi igualado apenas pela série Tom e Jerry da MGM durante os anos 1940 e 1950.

## Legado

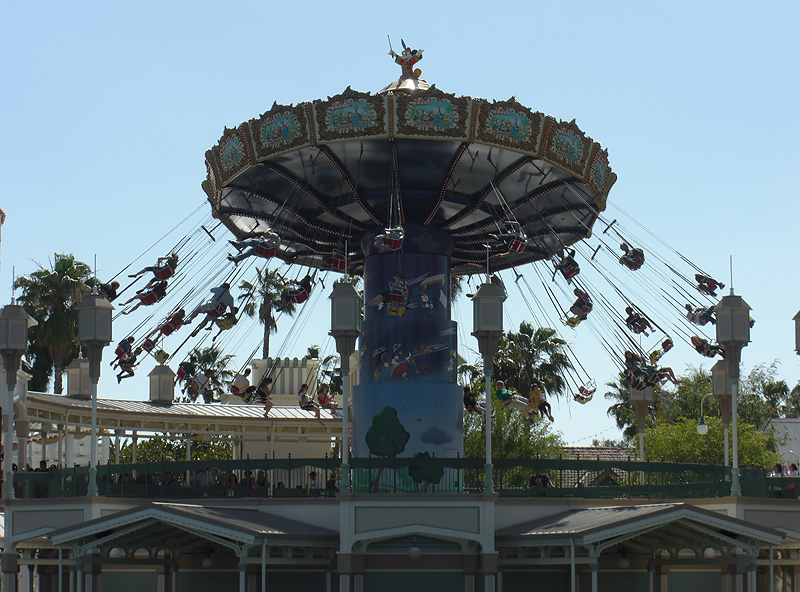
Carrossel da seção Silly Symphony, na Disneylândia.

Silly Symphonies ganhou muitos imitadores, incluindo as séries da Warner Bros., Looney Tunes, e Merrie Melodies, e da MGM, Happy Harmonies. A série de televisão, Mickey Mouse Works, usou o título Silly Symphonies para alguns de seus novos desenhos, mas ao contrário dos desenhos animados originais, estes tiveram continuações. A Disney também produziu histórias em quadrinhos com este título.
As Symphonies também mudou o curso da história da Disney, quando os planos de Walt para dirigir seu primeiro longa-metragem de desenho animado tornou-se problemático após seu fracasso em The Golden Touch, que foi amplamente visto (até mesmo pelo próprio Disney) como um filme duro e lento. Isso o motivou a abraçar o seu papel como sendo o produtor e fornecendo a supervisão criativa (especialmente da história) para Branca de Neve, enquanto David Hand lideraria com a direção.
Anos mais tarde, após as Silly Symphonies terem terminado, a Disney ocasionalmente produziu um punhado de curtas animados, no mesmo estilo que a série Silly Symphony. Ao contrário das cânone Silly Symphonies, a maioria destes curtas tem uma narração, geralmente feita pelo Disney Legend, Sterling Holloway.